# Stefan Winckler
Stefan Winckler (* 1967 in Schöllkrippen) ist ein deutscher Zeithistoriker und Publizist.

## Leben
Winckler studierte Publizistikwissenschaft, Politikwissenschaft sowie Mittlere und Neuere Geschichte an der Johannes Gutenberg-Universität Mainz mit Abschluss Magister artium und wurde 2010 bei Frank-Lothar Kroll an der Technischen Universität Chemnitz mit der Dissertation Gerhard Löwenthal. Ein Beitrag zur politischen Publizistik der Bundesrepublik Deutschland zum Dr. phil. promoviert.
Winckler war Präsidiumsmitglied des Studienzentrums Weikersheim während der Präsidentschaft von Bernhard Friedmann und Bernhard von Diemer in den Jahren 2003 bis 2010. Er hat für die neurechten Zeitschriften Junge Freiheit und Gegengift geschrieben. Er ist Buchautor des Leopold Stocker Verlages. Nach dem Examen befasste sich Winckler zunächst mit politikwissenschaftlichen und aktuell-politischen Fragen.

## Positionen
Winkler forderte in dem Sammelband Kurswechsel: „Willy Brandts Slogan ,Wir wollen mehr Demokratie wagen' sollte zum Motto der politischen Klasse werden (...): Volksbegehren und Volksentscheide auf kommunaler Ebene und in den Ländern, Plebiszite zu sorgfältig ausgewählten Zukunftsfragen von besonderer Bedeutung, das Kumulieren und Panaschieren von Wahllisten auf allen Ebenen. Parteisatzungen sollten Trennung von Staats- und Parteiamt und Begrenzung auf wenige Ämter pro Person beinhalten“
Zusammen mit Hans-Helmuth Knütter war er im Jahre 2000 Herausgeber eines Sammelbandes über die Verfassungsschutzbehörden. Darin würdigte er den Verfassungsschutz als sehr verdienstvoll in Vergangenheit und Gegenwart, kritisierte jedoch eine zunehmende Einseitigkeit der Verfassungsschutzpublikationen. Insbesondere der Verfassungsschutz in NRW habe in den 1990er Jahren konservative Demokraten dem Rechtsextremismus zugeordnet.
Über Rechtsextremismus äußerte Winckler: „Am 19. September 2004 gelang der NPD und der DVU - zwei auf Protest setzende und zu realisierbaren, gar zukunftsbezogenen Ansätzen völlig unfähige Parteien - der Einzug in die Landesparlamente von Sachsen und Brandenburg. Keine ,volksnahe‘ Politik, sondern eine Polarisierung des politischen Klimas ist die Folge. Parlamentarische Entscheidungen werden damit erschwert, Anliegen der Bürger treten zugunsten antifaschistischer Profilierungsversuche aller übrigen Fraktionen in den Hintergrund. Schlimmer noch: Gewalt bis hin zur Straßenschlacht ist dort zu erwarten, wo Antifaschisten und NPD-Anhang aufeinanderprallen, von der Rufschädigung der entsprechenden ,Hochburgen‘ ganz zu schweigen“ Winckler befürwortet eine anti-totalitäre Haltung, die seiner Meinung nach für die frühe Bundesrepublik und die westliche Welt lange Zeit kennzeichnend war und favorisiert daher als "herausragenden Köpfe" Konrad Adenauer, Ludwig Erhard, Theodor Heuss und Carlo Schmid sowie die Journalisten Johannes Gross ("Gross [...] zeigte sich, weniger national als strikt freiheitlich und anti-egalitär orientiert, als scharfsinniger Kritiker neu-linker Ideen [...]) und vor allem Gerhard Löwenthal.
In einem Gespräch mit Bernd Kallina für die Burschenschaftlichen Blätter war er der Ansicht, die „demokratische Rechte“ werde durch „eine Art vorbeugender Denunziation ... ausgegrenzt“ und „diskreditiert“, denn „der Ungeist der 68er Bewegung hat die Selbstbehauptungsfähigkeit der Deutschen im Zeitalter der Globalisierung nicht gestärkt, sondern substantiell geschwächt.“ Winckler ist Mitherausgeber einer Festschrift für Klaus Hornung, die nach dem Netz gegen Nazis ein „Who-is-Who der Neuen Rechten“ ist. Er schrieb einen Beitrag zu Buch „Was der Verfassungsschutz verschweigt“, dass von Schüßlburner und Knütter herausgegeben wurde im Verlag des „Instituts für Staatspolitik“. Das Buch enthielt neben dem Beitrag Wincklers Beiträge von Judith Wolter und Gisa Pahl, Rechtsanwältinnen der rechtsextremen Szene.
Stefan Winckler ist seit 2008 Mitglied des OMCT Tempelritterordens.

## Schriften (Auswahl)
- Ein kritischer Journalist aus Berlin. Gerhard Löwenthal. Snayder-Verlag, Paderborn 1997, ISBN 3-932319-56-7.
- hrsg. mit Hans-Helmuth Knütter: Der Verfassungsschutz. Auf der Suche nach dem verlorenen Feind. Universitas, München 2000, ISBN 3-8004-1407-4.
- hrsg. mit Arnd Klein-Zirbes: Zukunftsmodell Soziale Marktwirtschaft. Stimme der Mehrheit. Mit einem Vorwort von Roland Koch. Aton Verlag, Unna 2002, ISBN 3-9807644-4-3.
- hrsg. mit Albrecht Jebens: In Verantwortung für die Berliner Republik. Ein freiheitlich-konservatives Manifest. Festschrift für Klaus Hornung zum 75. Geburtstag. A. Jebens, Uhldingen-Mühlhofen 2002, ISBN 3-00-009933-6.
- hrsg. mit Hans-Helmuth Knütter: Handbuch des Linksextremismus. Die unterschätzte Gefahr. Stocker, Graz 2002, ISBN 3-7020-0968-X.
- hrsg. mit Hartmuth Becker, Felix Dirsch: Die 68er und ihre Gegner. Stocker, Graz 2003, ISBN 3-7020-1005-X.
- Die demokratische Rechte. Entstehung, Positionen und Wandlungen einer neuen konservativen Intelligenz. Lang, Frankfurt am Main 2005, ISBN 3-631-53435-3.
- Gerhard Löwenthal. Ein Beitrag zur politischen Publizistik der Bundesrepublik Deutschland  (= Dissertation, TU Chemnitz, 2010 / Biographische Studien zum 20. Jahrhundert, Band 1). be.bra wissenschaft verlag, Berlin 2011, ISBN 978-3-937233-85-7.